# گایکوکو بوگیو
گایکوکو بوگیو (به ژاپنی: 外国奉行 Gaikoku bugyō) مقام‌های امور خارجه بودند که در اواخر دوره ادو توسط شوگون شوگون‌سالاری توکوگاوا منصوب شده بودند تا بر روابط تجاری و دیپلماتیک با کشورهای خارجی نظارت کنند. در اصل این ایجاد یک وزارت امور خارجه ژاپن پس از دوره طولانی سیاست انزواطلبی ژاپن (ساکوکو) بود.

## بررسی اجمالی
سیستم شوگون‌سالاری توکوگاوا برای مسئول امور خارجه، در ۸ ژوئیه ۱۸۵۸ (سال پنجم آنسی) به منظور مقابله با وضعیت دیپلماتیک جدید که در پایان دوره ادو به دلیل خواسته‌های قدرت‌های غربی برای باز کردن کشور ایجاد شد، تأسیس شد.
در سال ۱۸۵۸ (آنسی ۵)، مذاکرات مربوط به پیمان مودت و تجارت بین ایالات متحده و ژاپن با حضور اینوئه کیونائو ja:井上清直 و ایواسه تاداناری ، که روسای دفتر دفاع ساحلی بودند، به عنوان نمایندگان تام‌الاختیار برگزار شد. پس از انعقاد پیمان، دفتر دفاع ساحلی منحل و دفتر قاضی امور خارجه، سازمانی متخصص در دیپلماسی، جایگزین آن شد که اینوئه، ایواسه و پنج نفر دیگر به آن منصوب شدند. وظایف اصلی آنها امور عملی مانند مذاکرات خارجی بود. تعداد اعضا نامحدود بود و در یک زمان آنها به عنوان دفتر قاضی کاناگاوا نیز خدمت می‌کردند. مافوق آنها روجو بود، اما در سال ۱۸۶۷ یک سوبوگیو امور خارجه (با رتبه واکادوشیوری) برای نظارت بر این امر تأسیس شد. این دفتر در سال ۱۸۶۸ منحل شد.
حقوق رسمی ۲۰۰۰ ککو، حقوق سالانه ۲۰۰ ریو و رتبه آن بالاتر از قاضی کشورهای دوردست بود. سمت‌هایی مانند مدیر ارشد، و پاسبان داشت و قاضی و زیردستان او اداره‌ای به نام «اداره امور خارجه» را تشکیل می‌دادند. علاوه بر این، سازمان مهمی به نام «شوکان-گاکاری» (اداره نامه‌ها) متشکل از افراد برجسته «اداره امور خارجه» وجود داشت که در آن سمت‌هایی مانند مدیر ارشد، نماینده ارتباطات، مترجم و نماینده کتاب‌ها قرار داشتند و آنها مسئول ترجمه اسناد از کشورهای خارجی، تهیه پیش‌نویس پیشنهادها برای مذاکرات با کشورهای خارجی و تهیه پیش‌نویس اسناد برای ارسال به کشورهای خارجی بودند.
در اواخر دوره باکوماتسو یا اواخر دوره ادو، در ۲۹ ژوئن ۱۸۶۷ (سال سوم کیئو)، زمانی که گایکوکو سو بوگیو (مدیر کل امور خارجه) 外国惣奉行 به تازگی تأسیس شد، این سازمان جدید فرماندهی این سمت را بر عهده گرفت، اما سال بعد با سقوط شوگون‌سالاری توکوگاوا لغو شد.